# Champagne Charlie (film, 1944)
Pour les articles homonymes, voir Champagne Charlie.
Pour plus de détails, voir Fiche technique et Distribution.
Champagne Charlie est un film musical britannique réalisé par Alberto Cavalcanti, sorti en 1944.

## Synopsis
Dans les années 1860, la rivalité professionnelle qui oppose George Leybourne, qui a écrit la chanson Champagne Charlie (en) et Alfred Vance...

## Fiche technique
- Titre : Champagne Charlie
- Réalisateur : Alberto Cavalcanti
- Scénariste : John Dighton et Angus MacPhail
- Directeur de la photographie : Wilkie Cooper
- Genre : Comédie dramatique et film musical
- Pays :  Royaume-Uni
- Format : Noir et blanc - 35 mm - 1,33:1 – Monophonique
- Date de sortie : 1944
- Durée : 105 minutes

## Distribution
- Tommy Trinder : George Leybourne alias Champagne Charlie
- Stanley Holloway : Alfred Vance
- Betty Warren : Bessie Bellwood
- Jean Kent	: Dolly Bellwood
- Austin Trevor :  Le Duc
- Peter De Greef : Lord Petersfield
- Leslie Clarke : Fred Saunders
- Eddie Phillips : Tom Sayers